# Bellator 210
Bellator 210: Njokuani vs. Salter è stato un evento di arti marziali miste tenuto dalla Bellator MMA il 30 novembre 2018 alla WinStar World Casino and Resort di Thackerville negli Stati Uniti.

## Risultati
|                   | Divisione            |                      |           |                  | Metodo                                       | Round     | Tempo     | Premio    |
| Main Card         | Main Card            | Main Card            | Main Card | Main Card        | Main Card                                    | Main Card | Main Card | Main Card |
| ----------------- | -------------------- | -------------------- | --------- | ---------------- | -------------------------------------------- | --------- | --------- | --------- |
|                   | Pesi medi            | John Salter          | batte     | Chidi Njokuani   | Sottomissione (rear-naked choke)             | 1         | 4:32      |           |
|                   | Pesi welter          | David Rickels        | batte     | Guilherme Bomba  | Decisione unanime (30–27, 29–28, 29–28)      | 3         | 5:00      |           |
|                   | Pesi mosca femminili | Kristina Williams    | batte     | Bruna Ellen      | Decisione unanime (29–28, 30–27, 30–27)      | 3         | 5:00      |           |
|                   | Pesi piuma           | Juan Archuleta       | batte     | Jeremy Spoon     | Decisione unanime (30–25, 30–26, 30–26)      | 3         | 5:00      |           |
| Card Preliminare  |                      |                      |           |                  |                                              |           |           |           |
|                   | Pesi medi            | Costello van Steenis | batte     | Chris Honeycutt  | Decisione non unanime (28–29, 29–28, 29–28)  | 3         | 5:00      |           |
|                   | Pesi mediomassimi    | Jordan Young         | batte     | Anthony Ruiz     | Sottomissione (rear-naked choke)             | 1         | 3:48      |           |
|                   | Pesi leggeri         | Goiti Yamauchi       | batte     | Daniel Weichel   | Decisione non unanime (30–27, 27–30, 29–28)  | 3         | 5:00      |           |
|                   | Pesi medi            | Joe Schilling        | batte     | Will Morris      | KO tecnico (stop dall'angolo)                | 1         | 5:00      |           |
|                   | Pesi gallo           | Shawn Bunch          | batte     | Joe Warren       | KO tecnico (sottomissione ai pugni)          | 1         | 1:42      |           |
|                   | Pesi medi            | Mike Shipman         | batte     | Scott Futrell    | Sottomissione (D'Arce choke)                 | 1         | 2:58      |           |
|                   | Pesi piuma           | Noad Lahat           | batte     | Brian Moore      | Decisione unanime (29–28, 29–27, 29–27)      | 3         | 5:00      |           |
| Card Postliminare |                      |                      |           |                  |                                              |           |           |           |
|                   | Pesi piuma           | Adil Benjilany       | batte     | Daniel Carey     | KO tecnico (calcio e pugni)                  | 2         | 0:43      |           |
|                   | Pesi massimi         | Rudy Schaffroth      | batte     | Vernon Lewis     | KO (pugni)                                   | 1         | 2:51      |           |
|                   | Pesi medi            | Gerald Harris        | vs.       | Hracho Darpinyan | Pareggio maggioritario (28–29, 28–28, 28–28) | 3         | 5:00      |           |